# Amastus parergana
Amastus parergana là một loài bướm đêm thuộc phân họ Arctiinae, họ Erebidae.